# Neo-vedanta
Neo-vedanta is een interpretatie van het hindoeïsme die zich vanaf de 19e eeuw ontwikkelde. Het is een hindoeïstische hervormingsbeweging die zijn oorsprong vindt bij verschillende persoonlijkheden in India, zoals Swami Dayanand, Annie Besant, Swami Vivekananda, Mahatma Gandhi, Rabindranath Tagore, Sri Aurobindo en Sarvepalli Radhakrishnan. De term werd op een pejoratieve manier bedacht door de Duitse indoloog Paul Hacker om moderne ontwikkelingen te onderscheiden van de traditionele advaita vedanta.

Een belangrijke rol in de heropleving van het hindoeïsme en de verspreiding van advaita vedanta in het Westen werd gespeeld door Swami Vivekananda. In een lezing die in 1896 in Londen werd gehouden, met als thema The Absolute and Manifestation, zei hij: 
“Ik mag wel zeggen dat de enige religie die het eens is met, en zelfs een beetje verder gaat dan de moderne onderzoekers, zowel op fysiek als moreel gebied, de advaita is, en dat is waarom zij de moderne wetenschappers zo aanspreekt. Zij vinden dat de oude dualistische theorieën niet genoeg voor hen zijn, niet aan hun behoeften voldoen. Een mens moet niet alleen geloof hebben, maar ook intellectueel geloof.”